# Mi maestro
Mi maestro é uma telenovela mexicana, produzida pela Televisa e exibida em 1968 pelo Telesistema Mexicano.

## Elenco
- Sara García
- Amador Bendayan
- Miguel Manzano
- Pilar Sen